# 東京ガスビルディング
東京ガスビルディング（とうきょうがすビルディング）は、東京都港区海岸一丁目にある超高層ビル。

## 概要
1984年に完成し、東京ガスが本社および供給指令センターを置いている。105-8527の個別郵便番号を持つ。首都高速都心環状線を挟んだ東芝ビルとほぼ同時期に建設され、浜松町駅とは東芝と共同で設置した専用通路で結ばれている。1985年には、東芝ビルとともに「芝浦・海岸地区特定街区」として第26回BCS賞を受賞した。
同地は1874年（明治7年）に操業を開始した東京ガス初の工場跡地であり、敷地内には「ガス創業の地」の碑や、旧芝離宮恩賜庭園の南側から発掘された江戸時代の石垣が保存されている。

## 地域熱供給
コージェネレーションシステムが設けられ、ビル内で消費される電力の一部を賄っている。また、発生した蒸気は東芝ビル・シーバンスに供給されている。